# Julien Onclin
Julien Onclin (Boirs, 2 mei 1945) is een gewezen Belgische voetballer. Hij speelde in zijn carrière onder meer voor Standard Luik, RSC Anderlecht en Club Luik.

## Carrière
Julien Onclin werd geboren op 2 mei 1945. Op 14-jarige leeftijd sloot de Luikenaar zich aan bij de jeugd van Club Luik. Hij verbleef een drietal jaren in de jeugdreeksen en maakte uiteindelijk in 1962 de overstap naar het hoogste niveau. De middenvelder eindigde in zijn eerste seizoen met de club op een geruststellende zevende plaats in het klassement en had dat vooral te danken aan de trefzekere Victor Wegria, die ook topschutter werd. Maar de rivalen van Standard Luik werden dat jaar wel kampioen en dus verdween het succes van Onclin en de rest van zijn ploeg in de schaduw van die andere grote Luikse club.
Club Luik bleef een goede subtopper in het begin van de jaren 60, maar viel nooit in de prijzen. In die periode werd de competitie vooral gedomineerd door RSC Anderlecht en Standard Luik. In 1966 maakte Onclin de overstap naar Anderlecht, waar hij regelmatig speelde, maar nooit een echte titularis werd. Onclin was van Luik naar Anderlecht gegaan in ruil voor aanvaller Jacques Stockman, die de omgekeerde weg aflegde. Onclin won in 1967 wel de landstitel met de Brusselse club. Ondanks de eerste landstitel uit zijn carrière besloot Onclin van club te veranderen. Na één seizoen Anderlecht keerde hij terug naar Luik, waar hij ditmaal aan de slag ging bij Standard.
Bij Standard maakte Onclin deel uit van een elftal dat verder nog kon rekenen op grote namen zoals Roger Claessen, Jean Thissen en Jean Nicolay. Maar net als bij Anderlecht groeide hij er nooit uit tot een echte titularis. Na één seizoen hield hij het ook bij Standard voor bekeken. Hij keerde terug naar de club waar het allemaal begon: Club Luik. Maar in tegenstelling tot het begin van de jaren 60 was Club Luik nu meer een middenmoter geworden. Tot 1971 bleef Onclin in Luik en trok hij voor de eerste keer naar KAS Eupen, dat toen in de Tweede Klasse speelde.
De club flirtte even met de Eerste Klasse, maar degradeerde in 1975 naar de Derde Klasse. Een jaar later vertrok Onclin voor één seizoen naar RFC Xhoffraix. In 1977 keerde Onclin terug naar Eupen. De toen 32-jarige Onclin bleef er nog enkele seizoenen voetballen en bouwde zijn carrière grondig af. Vanaf 1980 speelde hij nog vier seizoenen voor het onbekendere RA Melen Micheroux en zette dan definitief een punt achter zijn loopbaan als voetballer.